# Podmornice razreda Akula
Razred Akula (rusko Проект 941 Акула, Projekt 941 Akula – morski pes) je bil razred šestih strateških jedrskih podmornic sovjetske in ruske vojne mornarice, ki so prišle v uporabo v 80. letih 20. stoletja. Z izpodrivom 48.000 t (potopljena) so bile daleč največje podmornice v zgodovini. Vsaka je bila oborožena z 20 podmorniškimi balističnimi raketami R-39 (RSM-52), ki so imele doseg okrog 8300 km in so lahko nosile do deset jedrskih bojnih glav moči 100–200 kt. Podmornice razreda Ohio ameriške vojne mornarice so po dimenzijah manjše, vendar imajo večjo nosilnost raket, in sicer 24.

## Zgodovina
Razred so začeli konstruirati v konstruktorskem biroju Rubin decembra 1972 pod vodstvom glavnega konstruktorja Sergeja Kovaljova. Velikost podmornic je bila pogojena z dimenzijami balistične rakete R-39. Te z dolžino 16,1 m in težo 84 t veljajo za najdaljše in najtežje podmorniške balistične rakete v zgodovini. Njihova velikost je posledica sovjetskih ciljev razviti balistično raketo, ki bi imela doseg, primerljiv z ameriško raketo Trident. Za izdelavo podmornic je bila v ladjedelnici Sevmaš zgrajena nova delavnica št. 55, ki je v Guinessovi knjigi rekordov zapisana kot največja stavba na svetu.
Za razred je bil značilen okrepljen stolp, ki je namenjen lažjemu preboju ledenega pokrova. Takšen dizajn je podmornicam omogočal prihod na površino tudi v primeru 2,0–2,5 m debelega ledu (pozimi je led na Arktičnem oceanu debel 1,2–2,0 m, na nekaterih mestih tudi do 2,5 m). Uporaba strateških jedrskih podmornic na Arktiki odraža sovjetsko zavedanje iz začetka 1970-ih let, da so njihove podmornice tako glasne, da jih Natove jurišne jedrske podmornice enostavno najdejo in jim onemogočajo patruljiranje v Atlantiku. Tega se je Sovjetska zveza začela zavedati po razkritjih svojega vohuna v Ameriški vojni mornarici Johna Anthonyja Walkerja, ki je z Jerryjem Whitworthom in sodelavci zanje vohunil v letih 1968–1985 ter bil pozneje opisan kot »najbolj škodljiv sovjetski vohunski krog v zgodovini«. Kot odgovor je sovjetska vojna mornarica razvila obrambno doktrino bastijona, po kateri strateške jedrske podmornice plujejo po določenem območju (Barentsovo morje in Ohotsko morje), ki ga pred nasprotnikovimi jurišnimi jedrskimi podmornicami branijo vse razpoložljiva sredstva – jurišne podmornice, protipodmorniške ladje, letala, helikopterji, sonarji na morskem dnu, sateliti in podobno.
Razred Akula so nasledile podmornice razreda Borej, ki so manjše, vendar pa so, odkar je upokojena še zadnja podmornica razreda Akula, kljub temu največje podmornice v uporabi.
2. junija 2023 je bila v Severni floti upokojena še zadnja podmornica v razredu, Dmitrij Donskoj. Ta je bila med letoma 1991 in 2002 nadgrajena na standard 941U in je tako lahko izstreljevala balistične rakete R-30 Bulava.

## Enote
| Številka | Ime             | Gredelj položen  | Splavljena         | Predana           | Flota         | Stanje                                                  |
| -------- | --------------- | ---------------- | ------------------ | ----------------- | ------------- | ------------------------------------------------------- |
| TK-208   | Dmitrij Donskoj | 30. junij 1976   | 27. september 1979 | 23. december 1981 | Severna flota | Upokojena 2. junija 2023                                |
| TK-202   |                 | 22. april 1978   | 23. september 1982 | 28. december 1983 | Severna flota | Upokojena junija 1999, razrezana s finančno pomočjo ZDA |
| TK-12    | Simbirsk        | 19. april 1980   | 17. december 1983  | 26. december 1984 | Severna flota | Upokojena 1996, razrezana 2006–2008                     |
| TK-13    |                 | 23. februar 1982 | 30. april 1985     | 26. december 1985 | Severna flota | Upokojena 1997, razrezana 2007–2009                     |
| TK-17    | Arhangelsk      | 9. avgust 1983   | 12. december 1986  | 15. december 1987 | Severna flota | Upokojena 2006 ali 2013                                 |
| TK-20    | Severstal       | 27. avgust 1985  | 11. april 1989     | 19. december 1989 | Severna flota | Upokojena 2004 ali 2013                                 |
| TK-210   |                 | 1986             |                    |                   | Severna flota | Nedokončana, razrezana                                  |